# 5750 (année hébraïque)
5750 (hébreu : ה'תש"ן , abbr. : תש"ן) est une année hébraïque qui a commencé à la veille au soir du 30 septembre 1989 et s'est finie le 19 septembre 1990. Cette année a compté 355 jours. Ce fut une année simple dans le cycle métonique, avec un seul mois de Adar. Ce fut la troisième année depuis la dernière année de chemitta.
En l'an 5750, l'État d'Israël a fêté ses 42 ans d'indépendance.

## Calendrier
Ce calendrier hébraïque de l'année 5750 donne les correspondances avec les dates du calendrier grégorien.
Le premier nombre dans chaque case correspond au jour du mois hébraïque. Les jours en couleurs sont des jours remarquables juifs ou israéliens.
| ◄◄ | 5750 | ►► |

## Naissances
- Sergueï Kariakine
- Dev Patel

## Décès
- Naruhiko Higashikuni
- Bruno Kreisky

5745 - 5746 - 5747 - 5748 - 5749 - 5750 - 5751 - 5752 - 5753 - 5754 - 5755